# Pammaque
Saint Pammaque (en latin : Pammachius) était un sénateur romain, condisciple et ami de saint Jérôme, appelé par lui l'ornement de la race des Camille, il étudia les belles-lettres et l'Écriture sainte.

## Famille
Il est probablement le fils de Furius Maecius Gracchus, préfet de Rome en 376. Sa mère est issue des Ceionii. Il est l'oncle maternel de Arrius Maecius Gracchus, préfet de Rome en 415.

## Biographie
Il épousa Pauline, seconde fille de sainte Paule, mais elle mourut en 397, après seulement trois ans de mariage.
Il fit alors dire un office pour le repos de son âme, et offrit un festin à tous les pauvres de Rome. Pammaque était toujours escorté d'une multitude d'indigents, de malades, de miséreux qu'il soulageait et aidait. Il fit d'ailleurs bâtir un hôpital pour eux, à Ostie, où il servait les malades lui-même.
Saint Jérôme a évoqué Pammaque, et sainte Fabiole, qui tentaient de se surpasser dans la charité en disant : 
« Ils luttaient à qui planterait le plus tôt sa tente sur les bords du Tibre ; chacun des deux fut, à la fois, victorieux et vaincu dans le combat ».
En 398, il fait ériger la basilique Santi Giovanni e Paolo sur le Celio, en hommage aux martyrs Jean et Paul. D'une grande profondeur spirituelle, il dénonça au pape Sirice les erreurs de Jovinien, lequel les condamna à partir de 382. Il est proconsul d'Afrique en 395. Pammaque inspira aussi saint Jérôme dans ses nombreux écrits, de même qu'il écrivit à ses vassaux de Numidie pour les exhorter à lutter contre le schisme des donatistes, et parvint à leur faire réintégrer le sein de l'Église. Saint Augustin, dans une lettre écrite en 401, l'en félicita chaleureusement.
Pammaque mourut en 409 ou 410, peu avant la prise de Rome par Alaric, et sa fête, dans le Martyrologe romain, a été fixée au 30 août.

## Autre
- Dans la Prophétie de saint Malachie, le pape Innocent VI est nommé De montibus Pammachi ; il était né aux Monts, une propriété située à Beyssac, dans le Limousin, mais il fut également évêque d'Ostie où saint Pammaque fonda un hospice.

## Sources
- Dictionnaire hagiographique ou vie des saints et bienheureux - Abbé Pétin - 1850 - Gallica
- Dictionnaire historique, ou histoire abrégée des hommes qui se sont fait un nom par leur génie, leurs talens, leurs vertus, leurs erreurs ou leurs crimes - François-Xavier Feller - 1833 - Gallica